# Notarkammer Frankfurt am Main
Die Notarkammer Frankfurt am Main ist eine 1961 gegründete Körperschaft des öffentlichen Rechts. Der Kammerbezirk erstreckt sich auf die Landgerichtsbezirke Darmstadt, Frankfurt am Main, Gießen, Hanau, Limburg und Wiesbaden.
Aufsichtsbehörde ist das Ministerium der Justiz des Landes Hessen.

## Präsidium
- Präsident: Oliver Habighorst[1]
- Vizepräsidenten: Martin Faust, Thomas Milde.

## Geschäftsführung
- Rechtsanwalt Christian Strunz.
- Rechtsanwalt Lars Hamann